# 25000 Astrometria
25000 Astrometria è un asteroide della fascia principale del diametro medio di circa 22,77 km. Scoperto nel 1998, presenta un'orbita caratterizzata da un semiasse maggiore pari a 3,162554 au e da un'eccentricità di 0,0982000, inclinata di 14,97095° rispetto all'eclittica.
L'asteroide è dedicato all'omonima branca dell'astronomia.